# Derlis Aníbal González
Derlis Aníbal González (Itauguá, 25 maggio 1978) è un ex calciatore paraguaiano, di ruolo difensore.

## Carriera

### Club
Durante la sua carriera ha giocato con varie squadre di club, tra cui anche l'Olimpia, con cui conta 12 presenze ed un gol.

### Nazionale
Conta 4 presenze con la Nazionale paraguaiana.